# قيطم أرتيري
قيطم أرتيري (الاسم العلمي: Xenopus clivii) (بالإنجليزية: Eritrea clawed frog)‏ هو نوع من البرمائيات يتبع جنس القيطم من فصيلة الضفادع العديمة اللسان.